# Ровикс, Дэвид

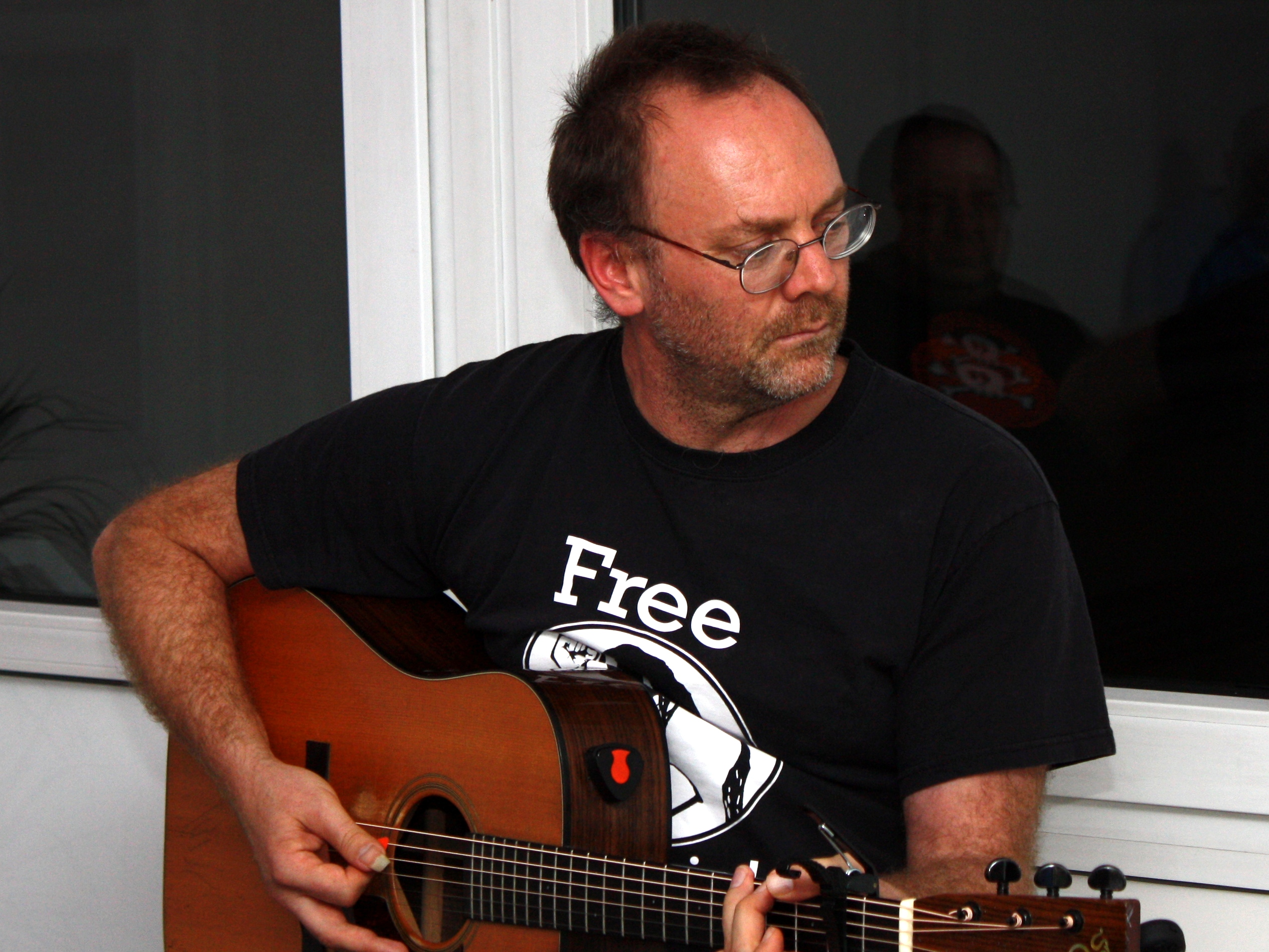
Дэвид Ровикс во время выступления во Франкфурте-на-Майне. 24 сентября 2013 года.

Дэвид Ровикс (Рович, англ. David Rovics; род. 10 апреля 1967 года, Нью-Йорк) — американский певец, анархист и политический активист.

## Биография
Дэвид Ровикс родился в Нью-Йорке еврейской семье. Детство провел в городке Уилтон, штата Коннектикут. В 1985 году переехал в Калифорнии в город Беркли. Сменил ряд профессий: работал баристой, секретарем и машинистом. Тогда же стал приверженцем левых идей.
К музыке Ровикс проявлял интерес с юных лет, но на постоянной стал ею заниматься лишь с 1993 года, после того, как его друг погиб в перестрелке.
В своем творчестве Ровикс затрагивает тему войны в Ираке, критикует внешнюю и внутреннюю политику правящих кругов США, выступает против глобализации, призывает к социальной справедливости. Также у него есть ряд песен, затрагивающих исторические темы. Например, песня Saint Patrick’s Battalion посвящена ирландскому батальону Святого Патрика.
Ровикс является постоянным участником антивоенных и антиглобалистских протестов. Яро критикует деятелей как Республиканской, так и Демократической партий США. По мнению Ровикса, внешняя политика США проводится в интересах транснациональных корпораций, а само правительство США «не любит демократию ни у себя дома, ни за рубежом». Считает, что Израиль ведёт политику апартеида и геноцида против палестинцев.
Ровикс приветствует свободное распространение своих песен в Интернете. Кроме того, песни Ровикса можно скачать и прослушать бесплатно на его же веб-сайте.
В настоящее время проживает в Портленде, штат Орегон. Женат, имеет дочь Лейлу (род. 2006 г.).
Состоит в профсоюзной организации Индустриальные рабочие мира.